# 다섯 쌍둥이 성단
다섯 쌍둥이 성단은 은하 중심에서 약 100 광년 떨어져 있는 무겁고 젊은 별들로 이루어진 밀집된 성단으로 이름은 안에 5개의 눈에 띄는 적외선 원이 있다는 것에서 유래되었다. 이 성단은 아치스 성단과 함께 은하 중심 가까이에 있는 두 성단 중 하나로 근처의 먼지로 인해 심하게 왜곡되어 광학 관측은 불가능하며 X선, 전파 및 적외선 대역에서 연구되어야 한다.
다섯 쌍둥이 성단은 근처의 아치스 성단보다 덜 밀집되어 있고 가장 무겁고 밝은 별이 적지만 매우 희귀한 두 개의 밝은 청색 변광성인 피스톨 별과 잘 알려지지 않은 qF 362 (일명 궁수자리 V4650) 그리고 불과 몇 파섹 거리에 있는 궁수자리 V4998을 포함한다는 차이가 있다. 또한 이 성단에는 다수의 적색 초거성도 포함되어 있는데 이 모든 것은 이 성단이 약 400만 살의 약간 더 진화된 성단임을 시사한다.

## 발견과 명명

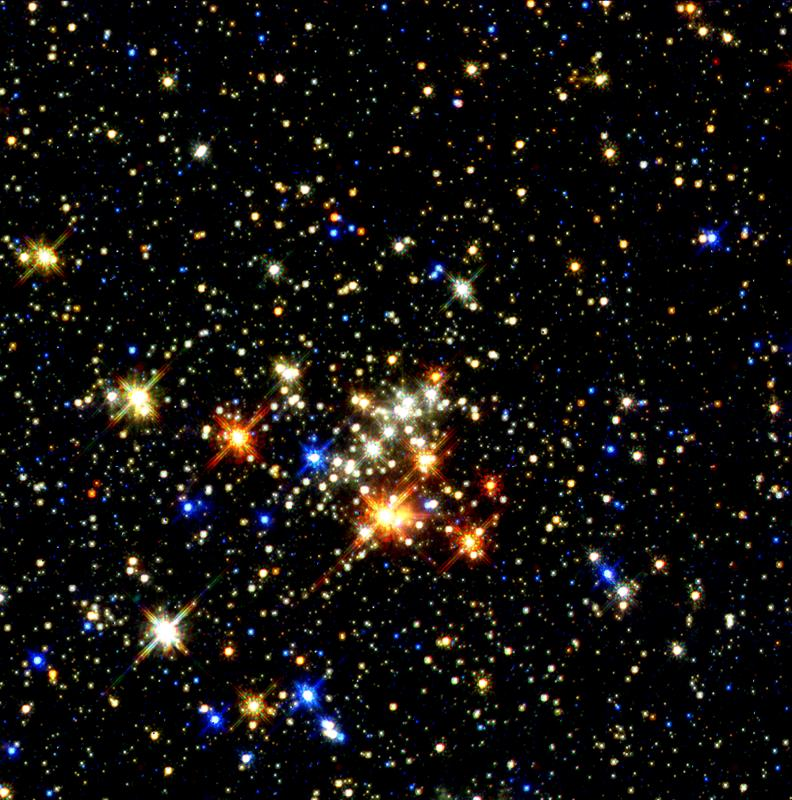
중앙 바로 아래의 4개의 밝은 붉은 별의 사다리꼴과 그 왼쪽의 1개의 별이 원래의 다섯쌍둥이다. (HST/NICMOS 이미지)

다섯쌍둥이는 원래 1983년에 은하 중심에 대한 2.5 미크론 파장대 조사에서 한 쌍의 적외선원으로 식별되었다. 이 두 방출원에 3과 4의 번호가 지정되었고 나중에 Galactic Center Source의 약어 GCS로 언급되었으며 GCS-3은 나중에 I~IV로 표시된 4개의 광원으로 분해되어 GCS-4와 함께 유난히 밝은 작은 물체로 구성된 다섯쌍둥이를 형성했다. 방출원들은 먼지 껍질로 둘러싸여 극도로 붉어진 젊고 뜨겁고 빛나는 별로 추정되었다.
1990년에 다섯쌍둥이 영역의 총 15개 방출원이 여러 파장대에서 더 자세히 연구되었으며 나중에 Q 또는 GMM(저자 Glass, Moneti, Moorwood의 이름을 딴 것) 번호로 참조되었다. 원래 별 5개는 Q1, Q2, Q3, Q4, Q9라는 숫자로 식별되었으며 추가 방출원 Q5와 Q6은 동일한 성단의 일부로 식별되었고 별들은 여전히 주변의 먼지로 인해 붉어지는 원시별들로 여겨졌다.
1994년에 몇몇 별들이 스펙트럼에서 넓은 헬륨 방출선을 갖는 것으로 확인되었으며 일부는 좁은 수소 방출선을 나타냈는데 이는 원시별에게는 완전히 예상되지 않은 일이었으며 오히려 그 물체가 훨씬 더 진화된 별임을 시사했다.  얼마 지나지 않아 두 개의 방출선 별은 볼프-레이에별로 분류되었고 세 번째 별은 은하계에서 가장 빛나는 별 중 하나로 생각되는 밝은 청색변광성으로 분류되었다. 소수의 적색초거성도 확인되었고 성단의 연령 범위가 좁아졌다.
1999년의 성단에 있는 거의 600개에 달하는 별에 대한 연구에 따르면 다섯쌍둥이 성단에는 알려진 어떤 성단보다 더 많은 볼프-레이에별과 두 번째의 밝은 청색변광성이 포함되어 있는 것으로 나타났으며 이 조사의 숫자는 qF로 표시되거나 때로는 세 명의 저자 모두의 이름을 따서 FMM으로 표시되었다(하지만 QMM은 아니다).  성단에 대한 2008년 연구에서는 LHO 번호를 사용했으며 WR 구성원과 덜 진화된 OB 동반성 사이의 항성풍 충돌로 형성된 것으로 추정되는 먼지로 둘러싸인 WC 별로서 특이하게 붉어진 볼프-레이에별의 상태를 명확히 했다.
또한 이 성단은 공군 지구물리학 연구소 조사에서 4.2미크론의 1 등급 "항성" 발생원으로 분류되었으며 번호는 2004 (AFGL 2004)의 번호를 부여받았다.

## 특징

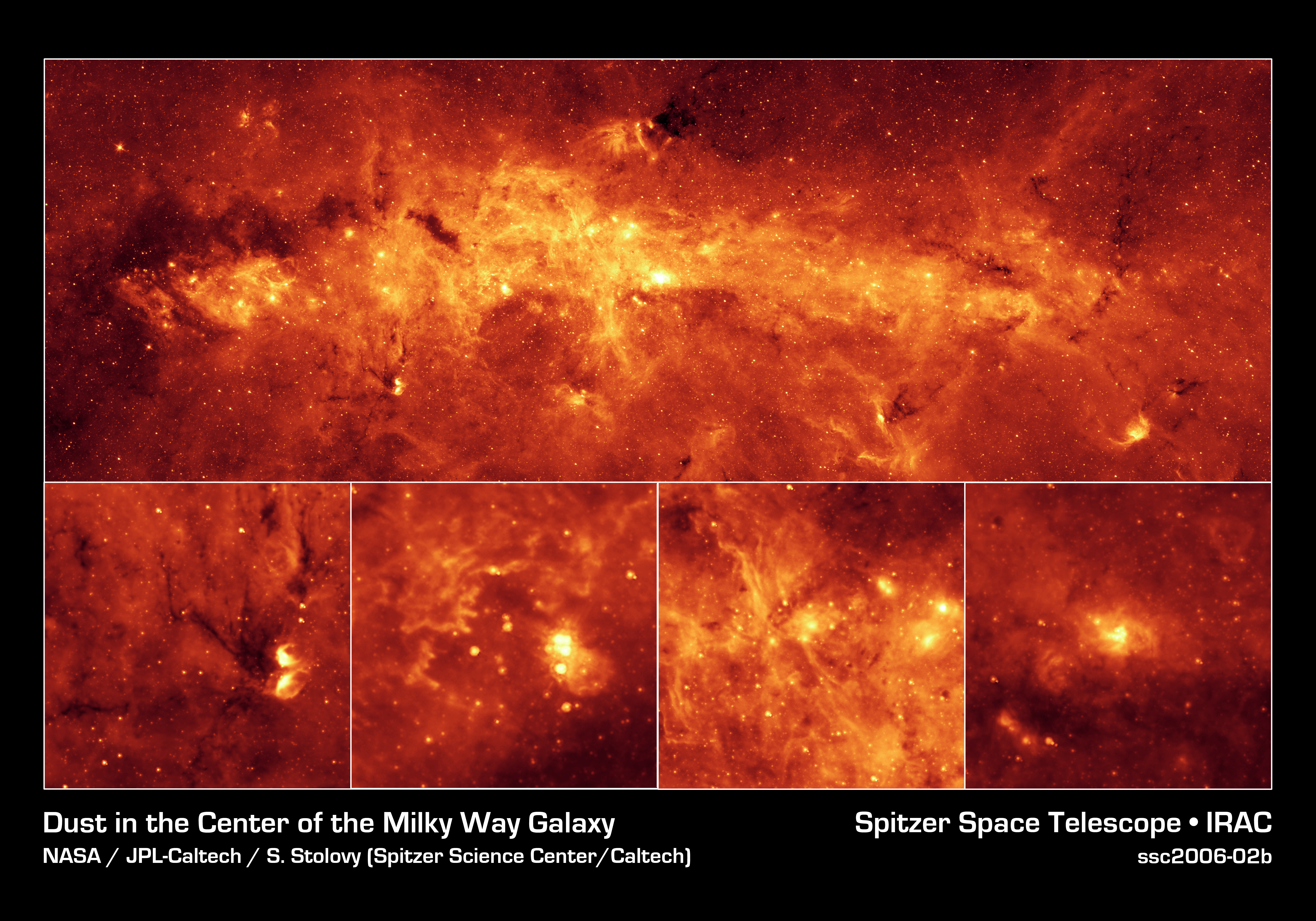
은하 중심의 중적외선 이미지, 다섯쌍둥이 성단의 별들이 상단 이미지 왼쪽 가운데와 하단 두번째 이미지에 가장 밝은 방출원으로 나타나 있다.

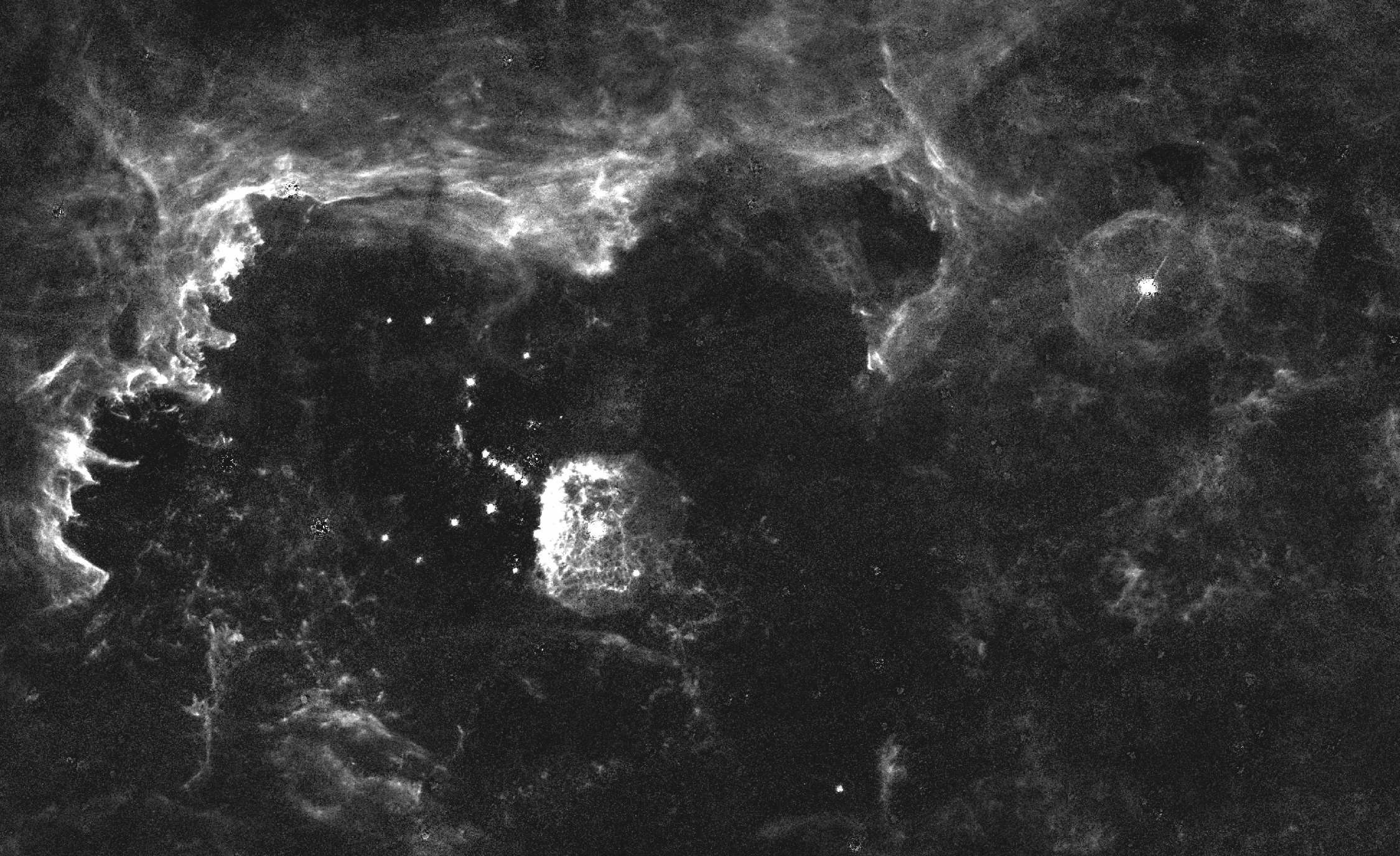
다섯쌍둥이 성단의 가장 밝은 별들의 이미지, 궁수자리 V4998, 피스톨별 그리고 궁수자리 v4650

다섯쌍둥이 성단은 적외선 파장대에서 궁수자리 A*의 북서쪽으로 12분 거리에 보인다. 성단의 별과 피스톨성운과 같은 관련 물체는 은하 중심에 가까운 궤도를 돌고 있을 가능성이 큰 방사형 속도를 가지므로 성단은 은하 중심과 물리적으로 연관되어 있는 것으로 생각된다. 은하 중심은 약 8,000파섹 떨어져 있는 것으로 간주되므로 다섯쌍둥이 성단은 궁수자리 A*에서 30파섹 떨어져 있을 것이다.
다섯쌍둥이 성단의 나이는 구성원들의 예상 나이로 추정할 수 있고 성단의 별을 진화론적 등시성으로 매핑할 경우 약 400만 살의 나이가 도출된다.  그러나 2개(또는 3개)의 LBV와 같은 별은 300만 년 이내에 초신성폭발을 일으킬 것으로 예상되는데 이는 명백한 문제므로 나이는 330만~360만년 정도로 낮거나 별 형성이 100만년 이상 엇갈리게 이루어졌다고 제안되었다. 또 다른 제안은 남아 있는 매우 무거운 별이 쌍성 상호 작용에 의해 형성되거나 젊어졌다는 것이다.
성단의 별들의 질량은 항성 질량 함수를 적분하여 측정할 수 있다. 가장 무거운 성단 구성원만 감지될 수 있지만 질량 함수는 더 낮은 수준으로 추정될 수 있으며 성단의 질량은 약 10,000 M☉로 계산된다.

## 구성원
다섯쌍둥이 성단은 볼프–레이에별 21개, 밝은 청색변광성 2개(근처의 폭주성 궁수자리 V4998 포함 시 3개), 다수의 적색초거성을 포함하여 무겁고 다소 진화된 수많은 별을 포함하고 있다. 또한 뜨거운 별에 의해 이온화된 성운이 존재하는데 가장 유명한 것은 피스톨별과 다섯쌍둥이 성단 사이의 피스톨성운이다.
| GCS   | Q/GMM | LHO | qF/FMM | 다른 이름      | 분광형            | 겉보기등급 (KS) | 광도(L☉)              | 표면온도 (K) |
| ----- | ----- | --- | ------ | -------------- | ----------------- | --------------- | --------------------- | ------------ |
| 3-IV  | 1     | 75  | 243    | WR 102da       | WC9?d             | 7.9             | ~150,000              | ~45,000      |
| 3-II  | 2     | 42  | 231    | WR 102dc       | WC9d + OB         | 6.7             | ~150,000              | ~45,000      |
| 4     | 3     | 19  | 211    | WR 102ha       | WC8/9d + OB       | 7.2             | ~200,000              | ~50,000      |
| 3-I   | 4     | 84  | 251    | WR 102dd       | WC9d              | 7.8             | ~150,000              | ~45,000      |
|       | 5     | 115 | 270N   | 궁수자리 V4646 | M2 I              | 8.6 (var?)      | 24,000                | 3,600        |
|       | 6     | 79  | 250    |                | WC9d              | 9.3             | ~150,000              | ~45,000      |
|       | 7     | 7   | 192    |                | M6 I              | 7.6             | 47,000                | 3,274        |
|       | 8     | 67  | 240    | WR 102hb       | WN9h              | 9.6             | 2,600,000             | 25,100       |
| 3-III | 9     | 102 | 258    | WR 102db       | WC9?d             | 9.2             | ~200,000              | ~45,000      |
|       | 10    | 71  | 241    | WR 102ea       | WN9h              | 8.8             | 2,500,000             | 25,100       |
|       | 11    | 47  | 235N   | WR 102f        | WC8               | 10.4            | ~200,000              | ~60,000      |
|       | 12    | 77  | 278    |                | O6-8 I eq?        | 9.6             | ~1,200,000            | ~35,000      |
|       | 13    | 100 | 257    |                | O6-8 I fe         | 9.4             | ~1,400,000            | ~35,000      |
|       | 14    | 146 | 307A   |                | O6-8 I f?         | 8.7             | ~2,500,000            | ~35,000      |
|       | 15    | 110 | 270S   | WR 102df       | O6-8 I f (Of/WN?) | 10.6            | 1,600,000             | 25,100       |
|       |       |     | 134    | 피스톨별       | LBV               | 7.3             | 3,300,000             | 11,800       |
|       |       |     | 362    | 궁수자리 V4650 | LBV               | 7.1             | 1,800,000             | 11,300       |
|       |       | 99  | 256    | WR 102i        | WN9h              | 10.5            | 1,500,000             | 31,600       |
|       |       | 158 | 320    | WR 102d        | WN9h              | 10.5            | 1,200,000             | 35,100       |
|       |       |     |        | 궁수자리 V4998 | LBV               | 7.5             | 1,600,000 - 4,000,000 | 12,000       |